# Santa María Guienagati
Santa María Guienagati es una localidad de la Región del Istmo de Tehuantepec, dentro del Distrito de Tehuantepec, en el estado de Oaxaca, México, siendo cabecera municipal del municipio de Santa María Guienagati.

## Tiponomía
Guienagati significa en zapoteco "Piedra que muere", etimología Guié: "piedra" y Nagati: "que se muere". Esto según la leyenda local.

## Historia
Según investigaciones documentales de la época, fue fundada aproximadamente entre los años 1600 a 1700 no habiendo documento alguno donde exactamente se tenga una fecha específica de su fundación.
En un principio los habitantes se establecieron en las riveras del río, a la mitad del Camino Lachiviza, conociéndole en ese entonces con el nombre de Guiedxieu, que significa "pueblo Viejo o Antiguo". Desde el inicio de la construcción del templo católico, la gente se fue estableciendo en este lugar.

## Ubicación
Santa María Guienagati se encuentra localizada en las coordenadas geográficas 16°44′20.1″N 95°21′14.3″O / 16.738917, -95.353972 y a una altitud de 317 metros sobre el nivel del mar.

## Fiestas y Tradiciones
El 15 de agosto celebración a la Virgen María, el 17 de agosto día de San Jacinto y las tradicional lavada de ollas en donde se realiza el último baile para cerrar con broche de oro las festividades de Santa María Guienagati.
Las mayordomías, se celebran en la casa de los mayordomos en donde la población se hace presente para disfrutar de los bailes, los sones y comidas típicas de la región del Istmo posteriormente apreciarán el desfile de carros alegóricos con carretas adornadas.